# Grallaria dignissima
A Grallaria dignissima a madarak osztályának verébalakúak (Passeriformes) rendjébe és a hangyászpittafélék (Grallariidae) családjába tartozó faj.

## Rendszerezése
A fajt Philip Lutley Sclater és Osbert Salvin írták le 1880-ben.

## Előfordulása
Dél-Amerika északnyugati részén, Ecuador, Kolumbia és Peru területén honos. Természetes élőhelyei a szubtrópusi és trópusi síkvidéki esőerdők és vizes élőhelyek. Állandó, nem vonuló faj.

## Megjelenése
Testhossza 19 centiméter.

## Természetvédelmi helyzete
Az elterjedési területe nagyon nagy, egyedszáma pedig stabil. A Természetvédelmi Világszövetség Vörös listáján nem fenyegetett fajként szerepel.